# Eugenia matagalpensis
Eugenia matagalpensis es una especie de planta perteneciente a la familia de las mirtáceas. 

## Descripción
Son árboles o arbustos, que alcanzan un tamaño de 3–8 m de alto; con ramitas densamente gris-pubescentes. Hojas elípticas, 2.4–6.8 (–7.5) cm de largo y 1.1–3.6 cm de ancho, ápice acuminado o cortamente acuminado, base cuneiforme o aguda, glabras. Racimos 0.4–1 cm de largo, flores 2–5, pedicelos 2–3 mm de largo, densamente amarillos o café-amarillo tomentosos, bractéolas separadas, densamente tomentosas; hipanto campanulado, densamente amarillo o café-amarillo tomentoso; lobos del cáliz redondeados u ovados, 1–2 mm de largo. Frutos globosos, 10–30 mm de largo, muy corrugados o ampollosos, ligeramente surcados longitudinalmente.

## Distribución y hábitat
Es una especie poco común, en bosques siempreverdes en la zona norcentral; a una altitud de 1300–1700 metros; fl mar–may, fr oct–mar; es endémica de Nicaragua, donde se encuentra en Jinotega: Ocotillo, cerca de Santa Lastenia, en la Cordillera Central de Nicaragua, en el bosque nuboso o montano,.

## Taxonomía
Eugenia bojeri fue descrita por Pablo Enrique Sánchez Vindas y publicado en Brenesia 25–26: 307–309, f. 1. 1986[1988].
Etimología
Eugenia: nombre genérico otorgado en honor del  Príncipe Eugenio de Saboya.
matagalpensis: epíteto geográfico que alude a su localización en Matagalpa.